# Campinglife
Campinglife was een Nederlands televisieprogramma dat sinds 2001 werd uitgezonden op de Nederlandse televisiezender RTL 4. In het programma reisde Sander Janson met een medepresentator met een caravan naar een camping binnen Europa, waaronder vooral campings in de landen Frankrijk en Italië. Ze maakten kennis met gezinnen die kampeerden. Met deze gezinnen ging elke presentator apart op stap, om de omgeving te verkennen. Ook was er het kampeernieuws, waarin elke week een nieuwe caravan of ander kampeermiddel werd besproken.
De campings waren vaak onderdeel van reisorganisatie Vacansoleil, die tevens de sponsor van het programma was. Het programma werd gemaakt in opdracht van RTL Nederland door IDTV.
Op 9 april 2016 werd de laatste aflevering van Campinglife uitgezonden.

## Presentatie
- Sander Janson (2001-2016)
- Corine Boon (2001-2004)
- Marit van Bohemen (2004-2008)
- Jessica Mendels (2008-2012)
- René Pluijm (2012-2013)
- Gigi Ravelli (2013-2014)
- Yvonne Coldeweijer (2014-2015)
- Gaby Blaaser (2015-2016)